# Barrière Poissonnière
La barrière Poissonnière est une ancienne barrière d'octroi parisienne de l'enceinte des Fermiers généraux.

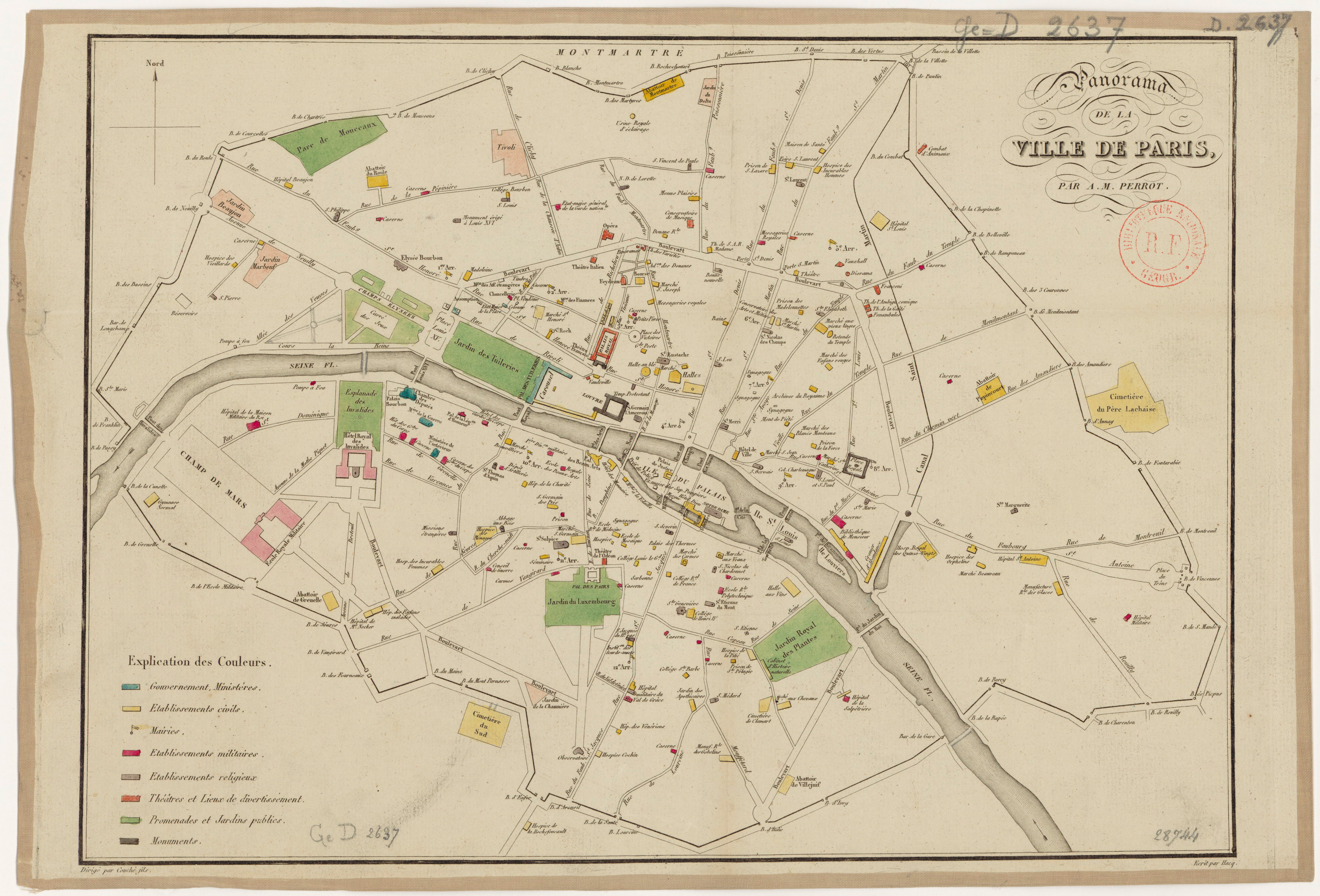
Le tracé du mur des Fermiers généraux.

## Situation
Elle était située rive droite à Paris, en France, sur l'actuel boulevard de Rochechouart au niveau du boulevard de Magenta.

## Origine du nom
Elle porte ce nom car elle était située à l'extrémité Nord de la rue du Faubourg-Poissonnière.

## Historique
Au XVIIe siècle, cet endroit qui est un lieu semé de jardins, de cabarets et de guinguettes est appelé « chemin de la Nouvelle-France ».
À cette époque, les habitations n'y abondent pas à l'exception de petites maisons que l'on cache le plus loin possible des regards indiscrets. En effet les grands seigneurs d'alors mènent une double vie ; ils ont un hôtel particulier dans le quartier Saint-Germain-des-Prés où ils édifient le voisinage par leur dignité, leur luxe décent, leurs mœurs imposantes ; et à l'autre extrémité de Paris, dans un faubourg quelconque à deux pas d'une guinguette, adossée à un jardin maraîcher, est la modeste maison où s'engloutisse en folies toutes sortes d'héritages. Ainsi, par exemple, Charles de Bourbon-Condé, comte de Charolais, pair de France, gouverneur de Touraine, prince du sang : pour tout le monde, le monde officiel, il demeure à l'hôtel de Condé ; mais pour les filles d'opéra et pour quelques débauchés, ses amis, il a pour domicile réel un hôtel particulier, le château Charolais entre cour et jardin, vers le haut du chemin de la Nouvelle-France, devenu la rue du Faubourg-Poissonnière. Seulement, à l'hôtel de Condé on l'appelle « monsieur le comte de Charolais » tandis qu'au faubourg, on l'appelle familièrement « prince Charles », en le tutoyant.
Sur le plan de Verniquet, cette barrière est placée entre les rues du Faubourg-Poissonnière et Rochechouart. À l'extrémité de la première de ces voies publiques, on voit seulement une porte indiquée sous le nom de « porte Sainte-Anne ».
Le lendemain du 10 août 1792, c'est près de la barrière Poissonnière, dans une vaste tranchée creusée à cet effet, que les 400 à 500 cadavres des Gardes suisses tués dans les escaliers, les cours et les jardins des Tuileries sont jetés pêle-mêle.
Cette barrière n'est au départ qu'une simple entrée, avec l'inscription « porte Sainte-Anne », sans aucune décoration. Toutefois, ce nom est rapidement changé, par la population, en « barrière Poissonnière » jusqu'en 1815, date à laquelle elle prend le nom de « barrière du Télégraphe », car c'est par cette porte qu'on se rend au télégraphe optique de Chappe sur le clocher de l'église Saint-Pierre de Montmartre.
En 1826, on construit à l'entrée un pavillon à quatre colonnes surmonté d'une arcature évidée, qui n'offre rien de remarquable, avec une entrée large de 4,15 mètres.
Jusqu'au environ de 1848, le pourtour de cette porte est un vaste espace désert appartenant au clos Saint-Lazare sur lequel l'hôpital Lariboisière est construit. Le 23 juin 1848, la barrière Poissonnière est l'enjeu de rudes combats entre les insurgés, barricadés dans les bâtiments et les troupes gouvernementales.